# Degmaptera olivacea
Degmaptera olivacea är en fjärilsart som beskrevs av Rothschild 1894. Degmaptera olivacea ingår i släktet Degmaptera och familjen svärmare. Inga underarter finns listade i Catalogue of Life.